# Clifford Street
Clifford Street é uma rua no centro de Londres, construída no começo do século XVIII, em um terreno que antes fazia parte do Burlington Estate. Tem o nome da família Clifford, Earls of Cumberland. A filha e herdeira do último detentor desse título foi a mãe do 1º Lord Burlington.

## Localização
A rua vai de leste a oeste de New Bond Street até Savile Row. Ela é atravessada pela Old Burlington Street e a Cork Street vai de seu lado sul até Burlington Gardens.

## História
O Clifford Street Club, uma sociedade de debate às vezes conhecida com humor como o Senado da Rua Clifford, se reuniu na Clifford Street Coffee House na esquina da Bond Street por volta de 1800. Entre os membros estavam Charles Townshend, o futuro primeiro-ministro britânico George Canning, James Mackintosh, Richard Sharp, Ollyett Woodhouse e Charles Moore. A discussão foi de natureza política, geralmente de uma perspectiva liberal, e a bebida básica era grandes jarros de porteiro. Os tópicos incluíram as consequências da Revolução Francesa.